# Айбеншток
Айбеншток (нім. Eibenstock) — місто в Німеччині, розташоване в землі Саксонія. Входить до складу району Рудні Гори.
Площа — 112,35 км2. Населення становить 7193 ос. (станом на 31 грудня 2020).